# Berlencourt-le-Cauroy
Berlencourt-le-Cauroy – miejscowość i gmina we Francji, w regionie Hauts-de-France, w departamencie Pas-de-Calais.
Według danych na rok 1990 gminę zamieszkiwały 254 osoby, a gęstość zaludnienia wynosiła 34 osób/km² (wśród 1549 gmin regionu Nord-Pas-de-Calais Berlencourt-le-Cauroy plasuje się na 966. miejscu pod względem liczby ludności, natomiast pod względem powierzchni na miejscu 487.).